# Microsoft Binder
Pour les articles homonymes, voir Binder.
 (août 2020).
Si vous disposez d'ouvrages ou d'articles de référence ou si vous connaissez des sites web de qualité traitant du thème abordé ici, merci de compléter l'article en donnant les références utiles à sa vérifiabilité et en les liant à la section « Notes et références ».
Microsoft Binder était un outil de Microsoft Office permettant de grouper plusieurs documents Office en un seul fichier. Il était aussi connu sous le nom de Classeur Microsoft Office.
Microsoft Binder était intégré aux programmes Office 97 et Office 2000. Cet outil pratique ne fut pas inclus dans les versions suivantes de Office, car il comportait de nombreuses failles de sécurité.
Pour maintenir la compatibilité, Office XP (2002) et Office 2003 intègrent un outil nommé Microsoft Unbind qui extrait les fichiers d'un classeur dans un dossier choisi par l'utilisateur. Il suffit de double-cliquer sur le fichier du classeur et une boîte de dialogue permet de choisir l'endroit où les fichiers seront extraits. Il est aussi possible d'utiliser Microsoft Binder avec Office XP ou 2003, mais il faut avoir les CD d'installation d'Office (XP ou 2003) et ceux d'une ancienne version d'Office (97 ou 2000).
Si les programmes d'Office XP et 2003 sont compatibles avec Microsoft Binder, ce n'est pas le cas de ceux de Microsoft Office 2007 (Office 12) à la suite du changement de format de fichiers.